# 582 a.C.
Il 582 a.C. (DLXXXII a.C. in numeri romani) è un anno  del VI secolo a.C.

## Eventi
- Antica Grecia - Delfi - Inizio dei Giochi pitici.